# 施特菲·格拉夫
施特凡妮·玛丽亚·“施特菲”·格拉夫（德語：Stefanie Maria „Steffi“ Graf，1969年6月14日—），德国前職業网球运动员，單打最高世界排名第一，22座大滿貫得主，网球史上至今唯一的年度金满贯得主，国际网球名人堂成员。
格拉夫在任何类型的场地上都能发挥稳定，無論是硬地、紅土還是草地或室內都可以發揮到最佳，都能拿到冠軍，網球各項技術非常全面，这在网球界非常罕见。格拉夫最擅长的打法是正手雷射般抽球和反手弧度極低的切削球，德国人称她为“正手姑娘（Fräulein Vorhand）”。格拉夫身体素质出众，发球非常出色，正拍进攻杀伤力極大，是其最有力的得分武器，也是公認為女子史上最佳正拍。反拍则绝大部分是切削，虽然进攻威力一般，但是可以迫使对手无法打出有力的回球。格拉夫的步法堪称完美，到位精准迅速，有利于其展开正拍攻击。其全场快速跑动，正拍攻反拍削的打法曾被称为田径网球。
格拉夫是网球历史上最成功的女子选手之一，尤其极度震撼的是1988年创下整个网球运动史上至今唯一的年度金满贯（Calendar Year Golden Slam）。在所有男女選手裡面，葛拉芙更是唯一一位在4大滿貫都各拿過4次以上的網球選手，也是女子世界第一在位最久的選手。
格拉夫与同时代的另一位德国男子网球传奇联手开创了德国网球空前优异的黄金年代，尤其1989年温布尔登网球锦标赛與美國網球公開賽双双封王封后是德国体育史上最经典的回忆之一。

## 早年
格拉芙生于联邦德国巴登-符腾堡州，在她九岁那年，全家搬到附近的布吕尔居住。她有个弟弟叫迈克尔。她的爸爸是一位出色的网球教练，最先带她接触这个比赛。

## 職業生涯
1982年10月，13岁零4个月的格拉夫开始进入了职业比赛。1987年6月5日，她获得了首个大满贯赛事冠军—法网女子单打冠军。决赛中，她以6–4、4–6、8–6击败了当时的网壇皇后。同年8月16日，格拉夫登上了世界排名第一的宝座。直到1991年3月11日，格拉夫连续186周保持在世界第一的位置上。1988年，19岁的格拉夫勇夺当年四大公开赛冠军，成为史上第三位网球大满贯的女子單打选手。尤其值得注意的是，在1988年举行的汉城奥运会上，格拉夫也夺得了金牌，从而成为了至今唯一的年度金满贯选手。在1992年巴塞隆纳奥运会夺得网球女子单打银牌。
格拉夫在整个职业生涯中共获得22次大满贯赛事冠军（澳网四次，法网六次，温网七次，美网五次），是公開賽時代第二多的女子球員，次於小威廉絲的23座。此外，她共夺得了107次WTA赛事的冠军。而其保持世界排名第一的总时间达到377周，这项纪录是目前男女网球选手第二高的纪录，仅次于诺瓦克·乔科维奇。长年的征战让格拉夫也感到不适，1997年2月2日在东京举行的泛太平洋公开赛上，27岁的格拉夫左膝伤势恶化，最终只能放弃与辛吉斯的决赛。同年3月31日，格拉夫的世界第一排名也被16岁的辛吉斯夺走，并在同年的法网比赛中在半决赛中被淘汰。之后，格拉夫接受了手术治疗，休养了八个月之久。1999年6月5日的法网决赛中，格拉夫与辛吉斯向球迷奉献了一场精彩的两代网球女王大战。最后，格拉夫获得了胜利，这也是她职业生涯中最后一个大满贯赛事冠军。同年温网决赛中，格拉夫以4–6、5–7负于。8月13日，排名世界第三的格拉夫宣布退役。结果，格拉夫追赶大满贯赛事总冠军第一的马格丽特·考特（24次）的梦想便只能成为遗憾。

## 近期活動
退役后的格拉夫在2001年10月22日与美国著名网球选手（第一位男子职业金满贯得主）结婚。2004年7月11日，格拉夫被列入国际网球名人堂。

## 職涯成績

### 大满贯

#### 女單冠军（22座）
| 年份   | 赛事 | 場地         | 决赛对手     | 对手國籍        | 决赛比分 |
| ------ | ---- | ------------ | ------------ | --------------- | -------- |
| 1987年 |      |              |              |                 |          |
| 法网   | 紅土 | 纳芙拉蒂洛娃 | 美國         | 6–4、4–6、8–6   |          |
| 1988年 |      |              |              |                 |          |
| 澳网   | 硬地 |              | 美國         | 6–1、7–63       |          |
| 法网   | 紅土 | 茲韋列娃     | 蘇聯         | 6–0、6–0        |          |
| 温网   | 草地 | 纳芙拉蒂洛娃 | 美國         | 5–7、6–2、6–1   |          |
| 美网   | 硬地 | 萨巴蒂尼     | 阿根廷       | 6–3、3–6、6–1   |          |
| 1989年 |      |              |              |                 |          |
| 澳网   | 硬地 | 苏科娃       | 捷克斯洛伐克 | 6–4、6–4        |          |
| 温网   | 草地 | 纳芙拉蒂洛娃 | 美国         | 6–2、61–7、6–1  |          |
| 美网   | 硬地 | 纳芙拉蒂洛娃 | 美国         | 3–6、7–5、6–1   |          |
| 1990年 |      |              |              |                 |          |
| 澳网   | 硬地 | 菲尔南德斯   | 美国         | 6–3、6–4        |          |
| 1991年 |      |              |              |                 |          |
| 温网   | 草地 | 萨巴蒂尼     | 阿根廷       | 6–4、3–6、8–6   |          |
| 1992年 |      |              |              |                 |          |
| 温网   | 草地 | 莎莉絲       | 南斯拉夫     | 6–2、6–1        |          |
| 1993年 |      |              |              |                 |          |
| 法网   | 紅土 | 菲尔南德斯   | 美国         | 4–6、6–2、6–4   |          |
| 温网   | 草地 | 诺沃特娜     | 捷克         | 7–66、1–6、6–4  |          |
| 美网   | 硬地 | 苏科娃       | 捷克         | 6–3、6–3        |          |
| 1994年 |      |              |              |                 |          |
| 澳网   | 硬地 | 桑琪絲       | 西班牙       | 6–0、6–2        |          |
| 1995年 |      |              |              |                 |          |
| 法网   | 紅土 | 桑琪絲       | 西班牙       | 7–5、4–6、6–0   |          |
| 温网   | 草地 | 桑琪絲       | 西班牙       | 4–6、6–1、7–5   |          |
| 美网   | 硬地 | 莎莉絲       | 美国         | 7–66、0–6、6–3  |          |
| 1996年 |      |              |              |                 |          |
| 法网   | 紅土 | 桑琪絲       | 西班牙       | 6–3、64–7、10–8 |          |
| 温网   | 草地 | 桑琪絲       | 西班牙       | 6–3、7–5        |          |
| 美网   | 硬地 | 莎莉絲       | 美国         | 7–5、6–4        |          |
| 1999年 |      |              |              |                 |          |
| 法网   | 紅土 | 辛吉斯       | 瑞士         | 4–6、7–5、6–2   |          |

#### 女單亚軍 （9次）
| 年份   | 赛事 | 場地       | 决赛对手     | 对手國籍       | 决赛比分 |
| ------ | ---- | ---------- | ------------ | -------------- | -------- |
| 1987年 |      |            |              |                |          |
| 温网   | 草地 | 娜拉提洛娃 | 美國         | 7–5、6–3       |          |
| 美网   | 硬地 | 娜拉提洛娃 | 美國         | 7–64、6–1      |          |
| 1989年 |      |            |              |                |          |
| 法网   | 紅土 | 桑琪絲     | 西班牙       | 7–66、3–6、7–5 |          |
| 1990年 |      |            |              |                |          |
| 法网   | 紅土 | 莎莉絲     | 南斯拉夫     | 7–66、6–4      |          |
| 美网   | 硬地 | 莎芭提妮   | 阿根廷       | 6–2、7–64      |          |
| 1992年 |      |            |              |                |          |
| 法网   | 紅土 | 莎莉絲     | 南斯拉夫聯盟 | 6–2、3–6、10–8 |          |
| 1993年 |      |            |              |                |          |
| 澳网   | 硬地 | 莎莉絲     | 美國         | 4–6、6–3、6–2  |          |
| 1994年 |      |            |              |                |          |
| 美网   | 硬地 | 桑琪絲     | 西班牙       | 1–6、7–63、6–4 |          |
| 1999年 |      |            |              |                |          |
| 温网   | 草地 | 达文波特   | 美國         | 6–4、7–5       |          |

### WTA年終賽

#### 冠軍（5）
| 年份     | 舉行地點 | 場地         | 决赛对手 | 对手國籍                | 决赛比分 |
| -------- | -------- | ------------ | -------- | ----------------------- | -------- |
| 1987年   |          |              |          |                         |          |
| 美國紐約 | 硬地     |              | 阿根廷   | 4–6、6–4、6–0、6–4      |          |
| 1989年   |          |              |          |                         |          |
| 美國紐約 | 硬地     | 纳芙拉蒂洛娃 | 美國     | 6–4、7–5、2–6、6–2      |          |
| 1993年   |          |              |          |                         |          |
| 美國紐約 | 硬地     | 桑琪絲       | 西班牙   | 6–1、6–4、3–6、6–1      |          |
| 1995年   |          |              |          |                         |          |
| 美國紐約 | 硬地     | 胡贝尔       | 德國     | 6–1、2–6、6–1、4–6、6–3 |          |
| 1996年   |          |              |          |                         |          |
| 美國紐約 | 硬地     | 辛吉斯       | 瑞士     | 6–3、4–6、6–0、4–6、6–0 |          |

#### 亞軍（1）
| 年份     | 舉行地點 | 場地         | 决赛对手 | 对手國籍       | 决赛比分 |
| -------- | -------- | ------------ | -------- | -------------- | -------- |
| 1986年A  |          |              |          |                |          |
| 美國紐約 | 硬地     | 纳芙拉蒂洛娃 | 美國     | 7–66、6–3、6–2 |          |

^  注解A： 1986年共舉行2次，為三月舉辦。

## 奧運會

### 女單金牌（1）
| 年份       | 赛事 | 場地 | 决赛对手 | 对手國籍 | 决赛比分 |
| ---------- | ---- | ---- | -------- | -------- | -------- |
| 1988年     |      |      |          |          |          |
| 漢城奧運會 | 硬地 |      | 阿根廷   | 6–3、6–3 |          |

### 女單銀牌（1）
| 年份           | 赛事 | 場地 | 决赛对手 | 对手國籍      | 决赛比分 |
| -------------- | ---- | ---- | -------- | ------------- | -------- |
| 1992年         |      |      |          |               |          |
| 巴塞隆納奧運會 | 紅土 |      | 美國     | 3–6、6–3、6–4 |          |

## 個人生活
葛拉芙早年是天主教徒，因父親嚴格的教育而型成內斂的個性，有一個弟弟。
葛拉芙也積極參與慈善事業，在1998年12月成立了慈善組織「明天的孩子」（Children for Tomorrow）基金會。作為一名德國人，她的基金會注意到醫療援助和少年教育護導的發展等項目。除了慈善他還是西德一家女性運動用品公司的股東。
葛拉芙與阿格西育有一兒一女，兒子傑登·阿格西為棒球選手。

## 外部連結
- 官方网站 （英文） （德文）
- Steffi Graf | International Tennis Hall of Fame
- 施特菲·格拉夫的国际女子网球协会官方資料（英文）
- 施特菲·格拉夫的國際網球總會 職業／青少年 官方資料（英文）
- Fed Cup - Player profile - Steffi GRAF (GER) （页面存档备份，存于）
- BBC SPORT | Tennis | Wimbledon History | Wimbledon legends: Steffi Graf （页面存档备份，存于）
- ESPN Classic - Graf, queen of the lawn （页面存档备份，存于）
- 施特菲·格拉夫的Facebook專頁